# Sân bay quốc tế Pristina
Sân bay quốc tế Pristina (IATA: PRN, ICAO: BKPR / LYPR) (tiếng Albania: Aeroporti Ndërkombëtar i Prishtinës; tiếng Serbia: Међународни аеродром Приштина, Međunarodni aerodrom Priština) là một sân bay quốc tế cách Pristina 16 km. Sân bay này đã phục vụ 1,12 triệu lượt khách trong năm 2007. Sân bay này thuộc quản lý của chính quyền Kosovo dau khi được bàn giao từ NATO/UNMIK, hiện là cảng hàng không chính đi và đến Kosovo.
Sân bay Pristina chính thức khai trương năm 1965, ban  đầu chỉ phục vụ bay nội địa đi và đến Belgrade. Trong thập kỷ 1990, sân bay này bắt đầu phục vụ tuyến quốc tế, chủ yếu là nối với Thụy Sĩ, Đức. Sân đỗ và nhà ga được nâng cấp năm 2002. Năm 2006, sân bay này nhận được giải "Sân bay tốt nhất 2006" bởi  Airport Council International (ACI)..

## Các hãng hành không và các tuyến điểm
Các hãng hàng không sau hoạt động tại Sân bay quốc tế Pristina (tháng 6 năm 2008):

### Các hãng bay theo lịch trình
- Adria Airways (Ljubljana)
- Austrian Airlines (Vienna)
- British Airways (London-Gatwick)
- Croatia Airlines (Zagreb)
- Germanwings (Köln/Bonn, Hamburg, Stuttgart)
- Germania (Berlin Tegel)
- Finnair (Helsinki)
- Meridiana (Verona, Olbia, Cagliari, Milan-Malpensa)
- Norwegian Air Shuttle (Oslo-Rygge)
- Scandinavian Airlines System (Copenhagen, Stockholm-Arlanda)
- Turkish Airlines (Istanbul-Atatürk)

### Các hãng bay thuê bao
- Air Italy (Verona)
- Atlasjet (Antalya, Istanbul-Atatürk)
- Aurora Airlines (Dusseldorf, Munich, Stuttgart, Köln/Bonn)
- Edelweiss Air (Geneva, Zurich)
- Hello (Geneva, Zurich, Basel)
- Jettime (Thành phố Gothenburg)
- SunExpress (Antalya)
- Swiss International Air Lines (Zurich)